# La Vie tranquille
La Vie tranquille est un roman de Marguerite Duras paru le 28 décembre 1944 aux éditions Gallimard.

## Historique
La Vie Tranquille est le deuxième roman de Marguerite Duras, publié après Les Impudents et avant Un barrage contre le Pacifique.

## Résumé
Francine Veyrenattes perçoit sa vie aux Bugues dans les environs de Périgueux comme une alternance de désordres et d'ennui. Un jour, elle est témoin lorsque son oncle Jérôme est sévèrement battu par son frère à elle, Nicolas. L'oncle est transporté à la maison où il se meurt après une affreuse agonie  d'une semaine, qui laisse la famille étrangement indifférente. La famille tiendrait Jérôme pour responsable de ce malheur car il avait incité le père de famille à un détournement de fonds quand il était bourgmestre d'une ville en Belgique, et récemment Francine l'avait accusé d'adultère avec Clémence, la femme de Nicolas.
Clémence quitte la maison, en laissant son fils, Noël, avec Nicolas, à Francine. Tiène est l'amant de Francine, il était accueilli par la famille quelques mois auparavant sans que l'on sache d'où il venait, ni pourquoi. Clémence rentre à la maison. Quelques jours plus tard, Nicolas est retrouvé mort sur les rails, écrasé par un train.
Francine part pour deux semaines au bord de la mer. Là, elle commence à trouver l'estime de soi qui lui avait manqué avant, et elle reconnaît qu'elle aime Tiène. Elle observe un homme, dont elle fait connaissance quelques jours avant qu'il ne se noie en mer, événement auquel elle assiste sans appeler au secours. On lui reproche son manquement, elle se défend en disant qu'appeler les secours aurait été inutile, mais on la renvoie de l'hôtel. Elle rentre alors aux Bugues où elle espère trouver "la vie tranquille"
et se marier avec Tiène.

## Éditions
- Éditions Gallimard, 1944[1]
- Éditions Gallimard, coll. « Folio », no 1341, 1982  (ISBN 9782070373413)